# Vestimentație canină

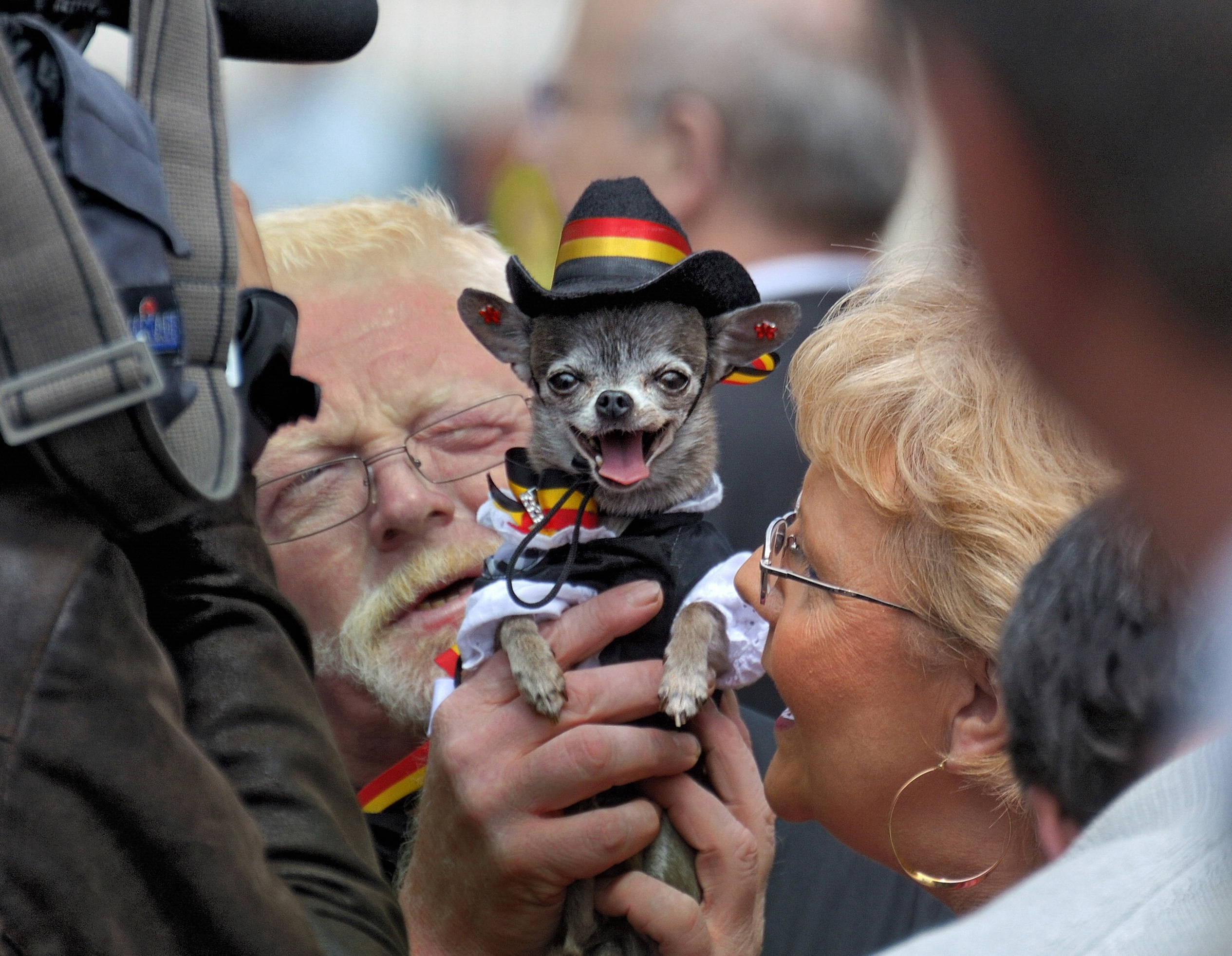

Au fost create pentru a proteja împotriva intemperiilor animalele de companie, care, de-a lungul timpului și-au pierdut imunitatea, fiind crescute și îngrijite în casă. Astfel, s-a creat o modă canină cu concursuri, expoziții, prezentări de modă și au apărut și accesoriile de vestimentație (papioane, șepcuțe, pălăriuțe, baticuri, bandane, etc.)

## Istorie
La început s-au folosit diferite materiale sau haine mai vechi de-ale stăpânilor, cu care se acopereau animalele atunci când condițiile meteo erau vitrege. Treptat, au apărut firme specializate care confecționau vestimentație și accesorii de vestimentație într-o gamă foarte variată de modele și mărimi pentru fiecare anotimp și eveniment, ale căror produse se găsesc în magazinele de profil - pet-shop-uri. Au apărut reviste de specialitate Dog Magazin, Câinele Meu, Tu și Câinele, care, pe lângă sfaturi privind alimentația, dresajul, sfaturi medicale, are articole și despre rolul și eficiența vestimentației la animalele de companie. Un studiu destul de amplu îl face profesorul Mihai Beniuc 1949-1954 la Universitatea din București și reluată într-o formă nouă în 1965 în "Pshiologia animală comparată și evolutivă" - Editura Științifică București, 1970.